# ماثيو كولينز
ماثيو كولينز (31 مارس 1986 في المملكة المتحدة - ) (بالإنجليزية: Matthew Collins)‏ هو لاعب كرة قدم بريطاني في مركز الوسط. شارك مع منتخب ويلز تحت 17 سنة لكرة القدم ومنتخب ويلز تحت 19 سنة لكرة القدم ومنتخب ويلز تحت 21 سنة لكرة القدم. أما مع النوادي، فقد لعب مع سوانزي سيتي ونادي آبريستويث تاون ونادي ريكسهام ونادي فولهام ونادي نيث وMangotsfield United F.C. ‏ ونادي هانجرفورد تاون وCarmarthen Town A.F.C. ‏ وهافرفوردويست ‏.

## وصلات خارجية
- ماثيو كولينز على موقع قاعدة بيانات كرة القدم.إي يو (الإنجليزية)
- ماثيو كولينز على موقع Soccerbase.com (لاعب) (الإنجليزية)